# Francesco Sframeli
Francesco Sframeli, né le 9 septembre 1964, est un comédien et metteur en scène italien.

## Biographie
Francesco Sframeli est un ami d'enfance de Spiro Scimone. Ils ont étudié le théâtre ensemble et ont commencé leur carrière sous la direction de Carlo Cecchi avant de monter leur propre compagnie, la compagnie Scimone Sframeli. 
'Francesco Sframeli' interprète toujours le premier rôle dans les pièces de Spiro Scimone et il s'est lui-même chargé de mettre en scène la dernière pièce de son ami, La Busta (2006).
On note aussi quelques apparitions de Francesco Sframeli au cinéma, avec ou sans son compagnon de toujours. C'est d'ailleurs ensemble qu'ils ont réalisé leur seul film, Due Amici, inspiré de la pièce Nunzio, et récompensé par le prix de la meilleure première œuvre à la Biennale de Venise en 2002.